# Чемпионат мира по лёгкой атлетике 2001 — бег на 200 метров (мужчины)
Соревнования в беге на 200 метров у мужчин прошли 7—9 августа. В соревнованиях приняли участие 52 спортсмена.

## Призёры
| Золото  | Константинос Кентерис (GRE)          |
| Серебро | Кристофер Уильямс (JAM)              |
| Бронза  | Ким Коллинз (SKN) Шон Кроуфорд (USA) |

## Результаты
WR — мировой рекорд, CR — рекорд чемпионатов мира, WJR — мировой юниорский рекорд, NR — национальный рекорд, WL — лучший результат сезона в мире, PB — личный рекорд, SB — лучший результат в сезоне

### Квалификация
В следующий раунд выходят по четыре лучших спортсмена из каждого забега, а также четыре лучших среди занявших места с 5 по 8.

#### Забег 1
07.08.2001 9:45
| Место | Страна    | Имя                        | Время    | Примечания         |
| ----- | --------- | -------------------------- | -------- | ------------------ |
| 1     | Япония    | Синго Суэцугу              | 20.53    | Выход в 1/4 финала |
| 2     | Маврикий  | Стефан Буклан              | 20.61    | Выход в 1/4 финала |
| 3     | Казахстан | Геннадий Черновол          | 20.65    | Выход в 1/4 финала |
| 4     | Бразилия  | Клаудиней Квирино да Силва | 20.78    | Выход в 1/4 финала |
| 5     | Ямайка    | Рикардо Уильямс            | 20.85    | Лакилузер          |
| 6     | Намибия   | Кристи ван Вик             | 21.25    |                    |
| 7     | Индонезия | Рика Фардани               | 21.87 PB |                    |
| 8     | Белиз     | Джейсон Джонс              | 22.13    |                    |

#### Забег 2
07.08.2001 9:52
| Место | Страна         | Имя                     | Время    | Примечания         |
| ----- | -------------- | ----------------------- | -------- | ------------------ |
| 1     | Италия         | Марко Торриери          | 20.63    | Выход в 1/4 финала |
| 2     | Уругвай        | Эбер Виера              | 20.69    | Выход в 1/4 финала |
| 3     | Великобритания | Дуэйн Чемберс           | 20.80    | Выход в 1/4 финала |
| 4     | Бразилия       | Андре Домингеш да Силва | 21.00    |                    |
| 5     | Канада         | Джермейн Джозеф         | 21.17    |                    |
| 6     | Палау          | Конрад Рдехор           | 22.86 PB |                    |
| DSQ   | Франция        | Кристоф Шеваль          | DSQ      | Дисквалификация    |
| DNS   | Коморы         | Мурад Мзе Али           | DNS      | Не вышел на старт  |

#### Забег 3
07.08.2001 9:59
| Место | Страна                              | Имя                   | Время | Примечания         |
| ----- | ----------------------------------- | --------------------- | ----- | ------------------ |
| 1     | Греция                              | Константинос Кентерис | 20.46 | Выход в 1/4 финала |
| 2     | Великобритания                      | Марлон Девониш        | 20.58 | Выход в 1/4 финала |
| 3     | Нидерландские Антильские острова    | Каймин Дуглас         | 20.63 | Выход в 1/4 финала |
| 4     | Южно-Африканская Республика         | Маркус ла Гранж       | 20.69 | Выход в 1/4 финала |
| 5     | Чехия                               | Радек Заховал         | 21.03 |                    |
| 6     | Олимпийский флаг Тайваня            | По Чи Чан             | 21.63 |                    |
| DSQ   | Виргинские Острова (Великобритания) | Кейта Клайн           | DSQ   | Дисквалификация    |

#### Забег 4
07.08.2001 10:06
| Место | Страна                      | Имя                   | Время    | Примечания         |
| ----- | --------------------------- | --------------------- | -------- | ------------------ |
| 1     | Соединённые Штаты Америки   | Шон Кроуфорд          | 20.60    | Выход в 1/4 финала |
| 2     | Камерун                     | Жозеф Батангдон       | 20.63    | Выход в 1/4 финала |
| 3     | Германия                    | Александр Косенков    | 20.63 PB | Выход в 1/4 финала |
| 4     | Япония                      | Тосиюки Фудзимото     | 20.77    | Выход в 1/4 финала |
| 5     | Южно-Африканская Республика | Корне дю Плессис      | 20.92    |                    |
| 6     | Саудовская Аравия           | Салем Мубарак аль-Ями | 21.03    |                    |
| 7     | Монтсеррат                  | Даррен Твитт          | 21.94    |                    |

#### Забег 5
07.08.2001 10:13
| Место | Страна                    | Имя               | Время    | Примечания         |
| ----- | ------------------------- | ----------------- | -------- | ------------------ |
| 1     | Великобритания            | Кристиан Малкольм | 20.37 SB | Выход в 1/4 финала |
| 2     | Нидерланды                | Трой Дуглас       | 20.65    | Выход в 1/4 финала |
| 3     | Норвегия                  | Йон Эртцгард      | 20.68 SB | Выход в 1/4 финала |
| 4     | Багамские Острова         | Доминик Демеритт  | 20.75    | Лакилузер          |
| 5     | Мексика                   | Хуан Педро Толедо | 20.83    | Лакилузер          |
| DNS   | Намибия                   | Фрэнки Фредерикс  | DNS      | Не вышел на старт  |
| DSQ   | Соединённые Штаты Америки | Рамон Клэй        | DSQ      | Дисквалификация    |

#### Забег 6
07.08.2001 10:20
| Место | Страна                    | Имя             | Время    | Примечания         |
| ----- | ------------------------- | --------------- | -------- | ------------------ |
| 1     | Соединённые Штаты Америки | Кевин Литтл     | 20.36    | Выход в 1/4 финала |
| 2     | Финляндия                 | Томми Хартонен  | 20.57 SB | Выход в 1/4 финала |
| 3     | Нигерия                   | Ученна Эмедолу  | 20.58    | Выход в 1/4 финала |
| 4     | Франция                   | Фредерик Крантц | 20.84    | Выход в 1/4 финала |
| 5     | Бельгия                   | Эрик Веймерсх   | 21.17    |                    |
| 6     | Германия                  | Тобиас Унгер    | 21.30    |                    |
| 7     | Макао                     | Ли Вэй Кун      | 21.63 PB |                    |

#### Забег 7
07.08.2001 10:27
| Место | Страна            | Имя                        | Время    | Примечания         |
| ----- | ----------------- | -------------------------- | -------- | ------------------ |
| 1     | Ямайка            | Кристофер Уильямс          | 20.25 SB | Выход в 1/4 финала |
| 2     | Сент-Китс и Невис | Ким Коллинз                | 20.41    | Выход в 1/4 финала |
| 3     | Польша            | Марцин Урбас               | 20.41 SB | Выход в 1/4 финала |
| 4     | Сенегал           | Омар Лоум                  | 20.51 SB | Выход в 1/4 финала |
| 5     | Япония            | Рио Мацуда                 | 20.79    | Лакилузер          |
| 6     | Кот-д’Ивуар       | Эрик Паком н'Дри           | 20.87    |                    |
| 7     | Нидерланды        | Патрик ван Балком          | 20.96    |                    |
| 8     | Оман              | Хамуд Абдалла аль-Дальхами | 21.45 SB |                    |

### Четвертьфинал
В полуфинал выходят по четыре лучших спортсмена из каждого забега.

#### Забег 1
07.08.2001 18:55
| Место | Страна                    | Имя               | Время    | Примечания        |
| ----- | ------------------------- | ----------------- | -------- | ----------------- |
| 1     | Великобритания            | Кристиан Малкольм | 20.13 PB | Выход в полуфинал |
| 2     | Соединённые Штаты Америки | Шон Кроуфорд      | 20.19 SB | Выход в полуфинал |
| 3     | Маврикий                  | Стефан Буклан     | 20.23 NR | Выход в полуфинал |
| 4     | Камерун                   | Жозеф Батангдон   | 20.31 NR | Выход в полуфинал |
| 5     | Сенегал                   | Омар Лоум         | 20.43 SB |                   |
| 6     | Казахстан                 | Геннадий Черновол | 20.71    |                   |
| 7     | Франция                   | Фредерик Крантц   | 21.02    |                   |
| DSQ   | Япония                    | Рио Мацуда        | DSQ      | Дисквалификация   |

#### Забег 2
07.08.2001 19:01
| Место | Страна            | Имя                   | Время    | Примечания        |
| ----- | ----------------- | --------------------- | -------- | ----------------- |
| 1     | Греция            | Константинос Кентерис | 20.30    | Выход в полуфинал |
| 2     | Италия            | Марко Торриери        | 20.43 PB | Выход в полуфинал |
| 3     | Великобритания    | Марлон Девониш        | 20.44    | Выход в полуфинал |
| 4     | Япония            | Синго Суэцугу         | 20.48    | Выход в полуфинал |
| 5     | Нидерланды        | Трой Дуглас           | 20.54 SB |                   |
| 6     | Ямайка            | Рикардо Уильямс       | 20.65    |                   |
| 7     | Уругвай           | Эбер Виера            | 20.83    |                   |
| 8     | Багамские Острова | Доминик Демеритт      | 20.86    |                   |

#### Забег 3
07.08.2001 19:07
| Место | Страна                           | Имя               | Время    | Примечания        |
| ----- | -------------------------------- | ----------------- | -------- | ----------------- |
| 1     | Ямайка                           | Кристофер Уильямс | 20.24 SB | Выход в полуфинал |
| 2     | Сент-Китс и Невис                | Ким Коллинз       | 20.25 NR | Выход в полуфинал |
| 3     | Нигерия                          | Ученна Эмедолу    | 20.48    | Выход в полуфинал |
| 4     | Япония                           | Тосиюки Фудзимото | 20.78    | Выход в полуфинал |
| 5     | Мексика                          | Хуан Педро Толедо | 20.80 SB |                   |
| 6     | Южно-Африканская Республика      | Маркус ла Гранж   | 20.83    |                   |
| 7     | Нидерландские Антильские острова | Каймин Дуглас     | 20.87    |                   |
| DSQ   | Соединённые Штаты Америки        | Рамон Клэй        | DSQ      | Дисквалификация   |

#### Забег 4
07.08.2001 19:13
| Место | Страна                    | Имя                        | Время    | Примечания        |
| ----- | ------------------------- | -------------------------- | -------- | ----------------- |
| 1     | Соединённые Штаты Америки | Кевин Литтл                | 20.34    | Выход в полуфинал |
| 2     | Польша                    | Марцин Урбас               | 20.54    | Выход в полуфинал |
| 3     | Финляндия                 | Томми Хартонен             | 20.58    | Выход в полуфинал |
| 4     | Бразилия                  | Клаудиней Квирино да Силва | 20.58 SB | Выход в полуфинал |
| 5     | Великобритания            | Дуэйн Чемберс              | 20.60    |                   |
| 6     | Германия                  | Александр Косенков         | 20.66    |                   |
| 7     | Норвегия                  | Йон Эртцгард               | 20.88    |                   |
| DSQ   | Франция                   | Кристоф Шеваль             | DSQ      | Дисквалификация   |

### Полуфинал
В финал выходят по четыре лучших спортсмена из каждого забега.

#### Забег 1
08.08.2001 18:45
| Место | Страна                    | Имя               | Время    | Примечания    |
| ----- | ------------------------- | ----------------- | -------- | ------------- |
| 1     | Великобритания            | Кристиан Малкольм | 20.08 PB | Выход в финал |
| 2     | Соединённые Штаты Америки | Кевин Литтл       | 20.13 SB | Выход в финал |
| 3     | Маврикий                  | Стефан Буклан     | 20.15 NR | Выход в финал |
| 4     | Сент-Китс и Невис         | Ким Коллинз       | 20.26    | Выход в финал |
| 5     | Польша                    | Марцин Урбас      | 20.48    |               |
| 6     | Япония                    | Тосиюки Фудзимото | 20.56 PB |               |
| 7     | Финляндия                 | Томми Хартонен    | 20.65    |               |
| 8     | Камерун                   | Жозеф Батангдон   | 20.66    |               |

#### Забег 2
08.08.2001 18:52
| Место | Страна                    | Имя                        | Время    | Примечания    |
| ----- | ------------------------- | -------------------------- | -------- | ------------- |
| 1     | Греция                    | Константинос Кентерис      | 20.03 WL | Выход в финал |
| 2     | Ямайка                    | Кристофер Уильямс          | 20.11 SB | Выход в финал |
| 3     | Соединённые Штаты Америки | Шон Кроуфорд               | 20.21    | Выход в финал |
| 4     | Великобритания            | Марлон Девониш             | 20.29 SB | Выход в финал |
| 5     | Италия                    | Марко Торриери             | 20.38 PB |               |
| 6     | Япония                    | Синго Суэцугу              | 20.39    |               |
| 7     | Нигерия                   | Ученна Эмедолу             | 20.40    |               |
| 8     | Бразилия                  | Клаудиней Квирино да Силва | 20.64    |               |

### Финал
09.08.2001 21:40
| Место | Страна                    | Имя                   | Время    |
| ----- | ------------------------- | --------------------- | -------- |
| 1     | Греция                    | Константинос Кентерис | 20.04    |
| 2     | Ямайка                    | Кристофер Уильямс     | 20.20    |
| 3     | Сент-Китс и Невис         | Ким Коллинз           | 20.20 NR |
| 3     | Соединённые Штаты Америки | Шон Кроуфорд          | 20.20    |
| 5     | Великобритания            | Кристиан Малкольм     | 20.22    |
| 6     | Маврикий                  | Стефан Буклан         | 20.24    |
| 7     | Соединённые Штаты Америки | Кевин Литтл           | 20.25    |
| 8     | Великобритания            | Марлон Девониш        | 20.38    |